# نیک و بد (فیلم)

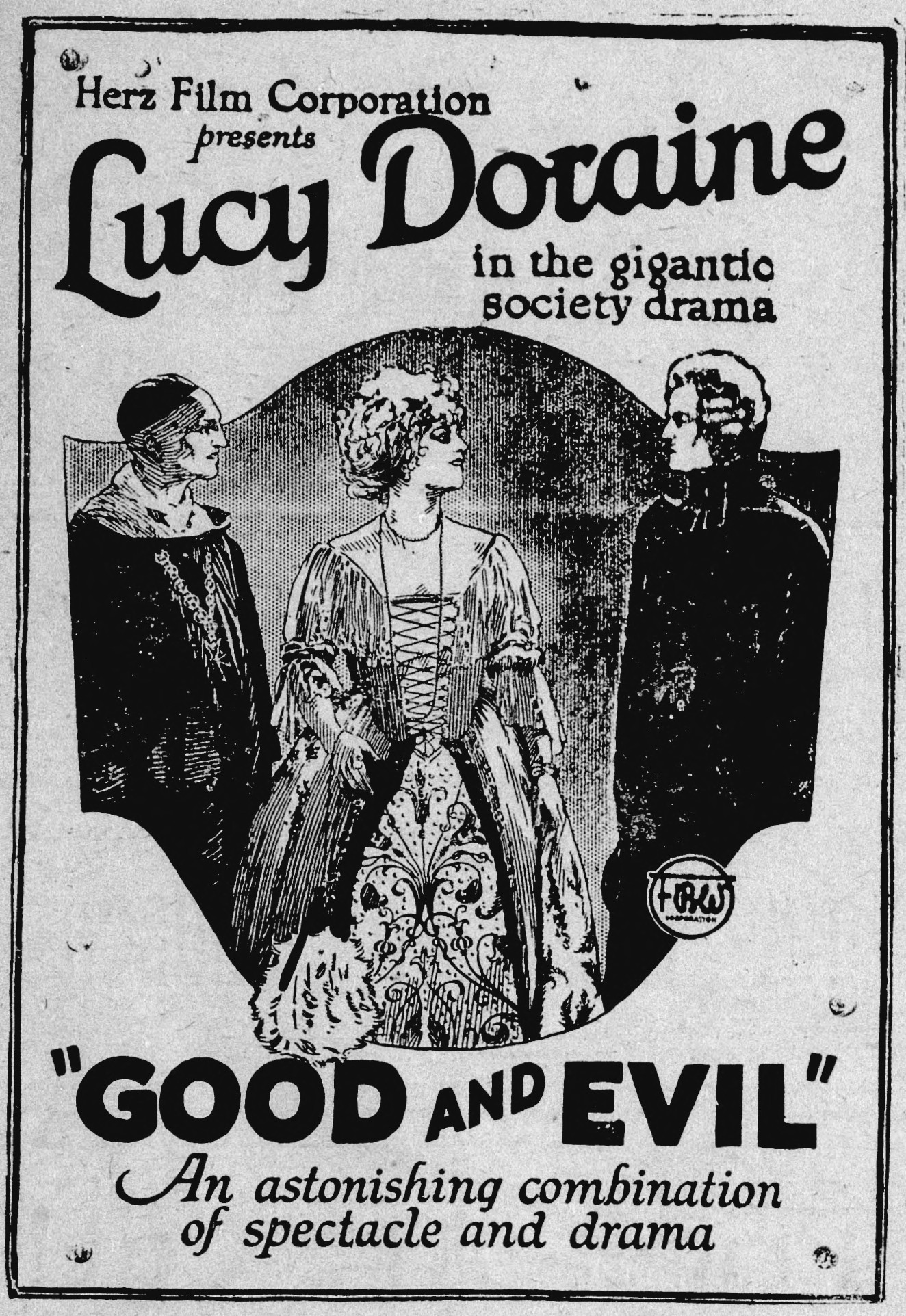
تصویری از پوستر فیلم نیک و بد

«نیک و بد» (آلمانی: Herzogin Satanella) یک فیلم به کارگردانی مایکل کورتیز است که در سال ۱۹۲۱ منتشر شد.